# Urosigalphus dakotaensis
Urosigalphus dakotaensis är en stekelart som beskrevs av Gibson 1972. Urosigalphus dakotaensis ingår i släktet Urosigalphus och familjen bracksteklar. Inga underarter finns listade i Catalogue of Life.